# Dharamjaigarh
Dharamjaigarh es una ciudad de la India en el distrito de Raigarh, estado de Chhattisgarh.

## Geografía
Se encuentra a una altitud de 298 m s. n. m. a 277 km de la capital estatal, Raipur, en la zona horaria UTC +5:30.

## Demografía
Según estimación 2012 contaba con una población de 17 791 habitantes.